# NGC 5920
NGC 5920 (również PGC 54839 lub UGC 9822) – galaktyka soczewkowata (S0), znajdująca się w gwiazdozbiorze Węża. Odkrył ją Lewis A. Swift 30 marca 1887 roku. Jest to galaktyka z aktywnym jądrem typu LINER.